# Michael Kašpar
Michael Kašpar (* 12. července 1983 Kolín) je český politik a bývalý středoškolský učitel, od roku 2020 zastupitel Středočeského kraje (navíc od roku 2022 náměstek hejtmanky), od června 2019 starosta města Kolín, člen hnutí STAN.

## Kariéra
Vystudoval magisterské studium na Univerzitě Jana Evangelisty Purkyně v Ústí na Labem v oboru středoškolský učitel. Je rovněž místopředsedou krajského výboru hnutí STAN. Od roku 2014 byl místostarostou města Kolína. Ve své funkci se zasazoval především o projekt Chytré město. Kolín uspěl opakovaně v mnoha soutěžích Smart City. V roce 2019 se stal starostou města Kolína, když nahradil Víta Rakušana. V roce 2020 se stal krajským zastupitelem Středočeského kraje. V roce 2021 bylo město Kolín vyhlášeno Nejpřívětivějším úřadem v České republice.[nedostupný zdroj] V roce 2021 město Kolín postoupilo do finálového kole architektonické soutěže Stavba roku s revitalizací Chrámu svatého Bartoloměje a novostavbou sportovní haly.
V komunálních volbách 2022 jednoznačně obhájil jako lídr v Kolíně vítězství, kdy sdružení Změna pro Kolín získala téměř 50 % hlasů a byl znovu zvolen starostou Kolína.
V říjnu 2022 byl zvolen náměstkem hejtmanky Středočeského kraje pro oblast financí a dotací. V krajských volbách v roce 2024 obhájil mandát zastupitele Středočeského kraje. Na konci října 2024 se pak stal náměstkem hejtmanky pro oblast financí, ICT a digitalizace.
Jeho bratr je novinář a historik Lukáš Kašpar.

## Osobní život
Michael Kašpar je ženatý, má dvě děti (Amálie, Kryštof). Byl dlouholetým předsedou kolínského hokejbalového klubu HBC Kolín. V mládí byl zhruba 10 let členem, a poté vedoucím skautského oddílu Havrani Kolín.